# Меренге
Меренге (ісп. merengue) — парний танець домініканського походження.

## Історія
Меренге прийшов із Домініканської Республіки (Карибський басейн), і його настрій відбиває веселу атмосферу вічного тропічного свята. Рухи меренге прості, а музика ритмічна й приємна не тільки для тих, хто під неї танцює, але й для тих, хто її просто слухає.
Меренге не вимагає простору, танцювати його можна на будь-якому клаптику вільного простору. Партнер веде свою партнерку обережно, ненав'язливо, допомагаючи їй робити повільні повороти, настільки повільні, що один поворот займає 4-8 кроків. Саме ці повороти плюс задеркувата музика й становлять основу меренге.